# Dekade des Gehirns

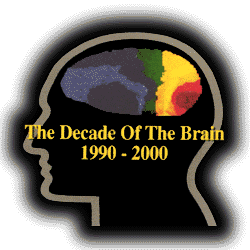
Logo der Decade of the Brain

Die Dekade des Gehirns (engl. Decade of the Brain) war eine von der amerikanischen Regierung ausgerufene Initiative zur Intensivierung der neurowissenschaftlichen Forschung. Die Initiative wurde durch Präsident George H. W. Bush am 17. Juli 1990 in der Presidential Proclamation 6158 ausgerufen und dauerte bis 1999 an. Die durch sie angestoßenen und im Rahmen dieser finanziell unterstützten Forschungsanstrengungen gaben der Hirnforschung ein neues Profil und erbrachten neue Erkenntnisse.

## Entstehung
1988 veröffentlichte der National Advisory Council des National Institute of Neurological Disorders and Stroke (NINDS) einen Bericht mit dem Titel Decade of the brain; Answer through scientific research, in dem man zu dem Schluss kam, dass eine Vielzahl von neurologischen Erkrankungen, die eine Vielzahl von Menschen beträfen durch ausreichende Förderung von Wissenschaftlern und deren Forschung geheilt oder zumindest gelindert werden könnten. 1989 beschloss der Kongress der Vereinigten Staaten mit der House Joint Resolution 174 im Jahrzehnt von 1990 bis 1999 die Erforschung des Gehirns, seiner Erkrankungen und ihren Folgen sowie deren Behandlungsmöglichkeiten besonders zu fördern. Präsident George H. W. Bush rief am 17. Juli 1990 in der Presidential Proclamation 6158 rückwirkend ab dem 1. Januar 1990 die Decade of the Brain aus. Ziel war die besondere Fokussierung und Förderung von Neurowissenschaften in den Vereinigten Staaten.
1992 konnte eine Zusammenarbeit mit der Dana Foundation erreicht werden, die sich bereits als Förderer medizinischer Forschung gezeigt hatte. Die neu gegründete Dana Alliance for Brain Initiatives konnte zahlreiche Projekte im Rahmen der Decade of the Brain fördern. Unter anderem wurde 1996 die jährlich im März stattfindende Brain Awareness Week als Woche der Aufklärung und Information begründet.

## Reaktionen

### Internationale Reaktionen
Viele nationale und internationale neurologische oder neurochirurgische Gesellschaften nahmen die Decade of the Brain zum Anlass, ebenfalls im Rahmen einer Dekade des Gehirns aktiv zu werden und starteten zahlreiche Projekte. In zahlreichen Ländern kam es durch das Vorbild der Decade of the Brain ebenfalls zu einem Anstieg der Förderung von Neurowissenschaften. So investierte beispielsweise Japan im Rahmen einer eigenen Neurowissenschafteninitiative im Jahr 1997 125.000.000 Dollar und steigerte die Summe über die folgenden Jahre bis auf das Sechsfache. 1997 wurde nach amerikanischem Vorbild zusammen mit der Dana Foundation die European Dana Alliance for the Brain gegründet.

### Dekade des menschlichen Gehirns
In Deutschland wurde im April 2000 für die Zeit von 2000 bis 2010 mit der Dekade des menschlichen Gehirns eine vergleichbare Initiative ins Leben gerufen. Sie stand unter der Leitung namhafter Wissenschaftler wie Christian E. Elger, Direktor der Universitätsklinik für Epileptologie Bonn, als Sprecher und dem damaligen Bundesminister für Wirtschaft und Arbeit, Wolfgang Clement als Schirmherr der Initiative.

### Bone and Joint Decade
1999 wurde durch die Weltgesundheitsorganisation (WHO) und die Vereinten Nationen das Jahrzehnt von 2000 bis 2010 zur Bone and Joint Decade erklärt, in der die Erforschung von muskuloskeletalen Erkrankungen besonders gefördert werden solle.